# 1964–1965-ös magyar jégkorongbajnokság
A 28. első osztályú jégkorongbajnokságban nyolc csapat indult el. A mérkőzéseket 1963. október 26. és 1964. február 29. között a Kisstadionban, valamint a Megyeri úti jégpályán rendezték meg.

## OB I. 1964/1965
|    | Csapat        | M  | GY | D | V  | GK     | Pont |
| -- | ------------- | -- | -- | - | -- | ------ | ---- |
| 1. | Újpest Dózsa  | 14 | 13 | 0 | 1  | 137-22 | 26   |
| 2. | BVSC          | 14 | 13 | 0 | 1  | 96-28  | 26   |
| 3. | Ferencváros   | 14 | 9  | 0 | 5  | 98-39  | 18   |
| 4. | Vörös Meteor  | 14 | 9  | 0 | 5  | 92-47  | 18   |
| 5. | Bp. Építők    | 14 | 6  | 0 | 8  | 48-77  | 12   |
| 6. | Bp. Előre     | 14 | 3  | 0 | 11 | 36-89  | 6    |
| 7. | Bp. Postás    | 14 | 3  | 0 | 11 | 45-101 | 6    |
| 8. | Bp. Spartacus | 14 | 0  | 0 | 14 | 21-170 | 0    |

Megjegyzés: A holtverseny miatt a bajnoki címet további két mérkőzésen döntötték el.

## Döntő
- Újpesti Dózsa - BVSC 3:2
- BVSC - Újpesti Dózsa 3:3

## A bajnokság végeredménye
1. Újpest Dózsa

2. BVSC

3. Ferencvárosi TC

4. Vörös Meteor

5. Budapesti Építők

6. Budapest Előre

7. Budapesti Postás

8. Budapesti Spartacus

## Az Újpest Dózsa bajnokcsapata
Bálint Attila, Bánkúti Árpád, Boróczi Gábor, Gazdag László, Hajek Péter, Klink János, Lőrincz Ferenc, Molnár Tibor, Palotás János, Palotás József, Patócs György, Patócs Péter, Vedres Mátyás (kapus), Zima János, Zsitva Viktor
Edző: Szamosi Ferenc